# Linia kolejowa České Budějovice – Černý Kříž – Volary/Nové Údolí
Linia kolejowa České Budějovice – Černý Kříž – Volary/Nové Údolí (Linia kolejowa nr 194 (Czechy)) – jednotorowa, regionalna i niezelektryfikowana linia kolejowa w Czechach. Przebiega w całości przez terytorium kraju południowoczeskiego.